# 基約夫

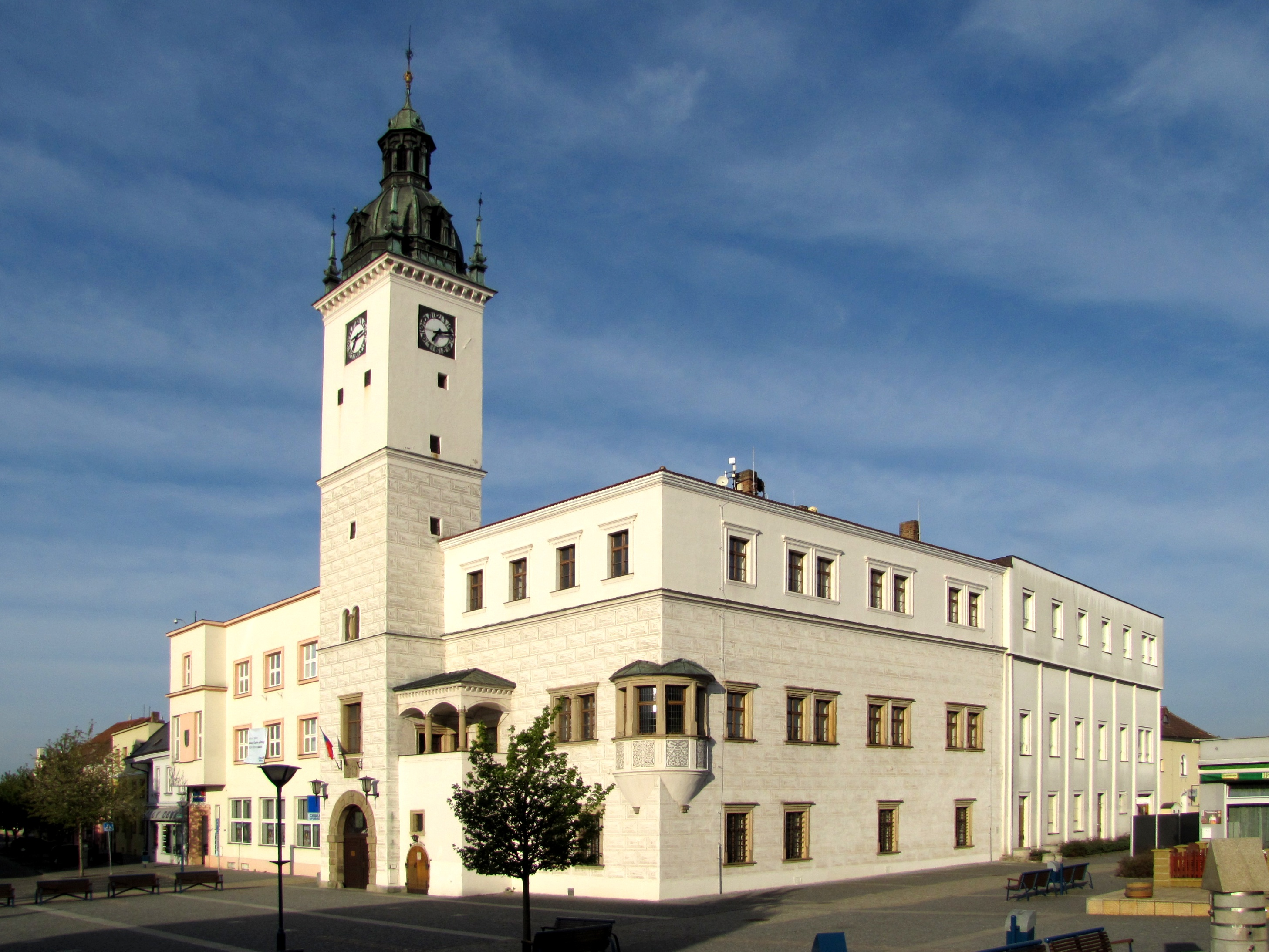

基約夫（捷克語：Kyjov）是捷克的城鎮，位於該國東南部，距離烏赫爾堡25公里，由南摩拉維亞州負責管轄，面積29.88平方公里，海拔高度192米，該地區自舊石器時代有人類居住，2012年人口11,548。

## 友好城市
- 法國 伊沃托

## 外部連結
- Official website （页面存档备份，存于） （捷克文）